# Jan Čaloun
Jan Čaloun (ur. 20 grudnia 1972 w Uściu nad Łabą) – czeski hokeista, reprezentant Czech, olimpijczyk. Trener.

## Kariera
- HC Litvínov U20 (1989-1990)
- HC Litvínov (1990-1994)
- Kansas City Blades (1994-1996)
- San Jose Sharks (1996)
- Kentucky Thoroughblades (1996-1997)
- HIFK (1997-2001)
- Columbus Blue Jackets (2000)
- Blues (2001-2004)
- Siewierstal Czerepowiec (2004)
- Sibir Nowosybirsk (2004)
- HC Litvínov (2004-2005, 2008)
- HC Slovan Ústečtí Lvi (2005)
- HC Pardubice (2005-2007)
- HC Slovan Ústečtí Lvi (2007-2009)
- HC Vrchlabí (2009-2010)

Wychowanek wieloletni zawodnik klubu HC Litvínov. Grał w zespołach czeskiej ekstraligi, ponadto w USA w rozgrywkach AHL, IHL i NHL, fińskiej SM-liiga oraz superlidze rosyjskiej. Karierę zawodniczą zakończył w połowie 2010.
Na początku swojej kariery reprezentował Czechosłowacji. Następnie został reprezentantem Czech. Uczestniczył w turniejach mistrzostw świata w 1992, 1999 oraz na zimowych igrzyskach olimpijskich 1998.
Od 2013 pracuje jako szkoleniowiec grup młodzieżowym w klubie HC Slovan Ústečtí Lvi.

## Sukcesy
Reprezentacyjne
- Brązowy medal mistrzostw Europy juniorów do lat 18: 1990 z Czechosłowacją
- Brązowy medal mistrzostw świata: 1993 z Czechami
- Złoty medal zimowych igrzysk olimpijskich: 1998 z Czechami
- Złoty medal mistrzostw świata: 1999 z Czechami

Klubowe
- Srebrny medal mistrzostw Czech: 1991 z HC Litvínov, 2007 z HC Pardubice
- Mistrzostwo konferencji IHL: 1995 z Kansas City Blades
- Złoty medal mistrzostw Finlandii: 1998 z HIFK
- Srebrny medal mistrzostw Finlandii: 1999 z HIFK
- Tipsport Hockey Cup: 2007 z HC Pardubice
- Mistrzostwo 1. ligi: 2011 z HC Slovan Ústečtí Lvi

Indywidualne
- Mistrzostwa Świata Juniorów do lat 20 w 1992:
  - Pierwsze miejsce w klasyfikacji strzelców turnieju: 8 goli
- Ekstraliga czechosłowacka 1992/1993 (ostatni sezon w historii):
  - Pierwsze miejsce w klasyfikacji strzelców: 44 gole
- AHL 1996/1997:
  - Drugi skład gwiazd
- SM-liiga 1997/1998:
  - Drugie miejsce w klasyfikacji kanadyjskiej w sezonie zasadniczym: 48 punktów
  - Pierwsze miejsce w klasyfikacji kanadyjskiej w fazie play-off: 17 punktów
  - Skład gwiazd
- SM-liiga 1998/1999:
  - Najlepszy zawodnik miesiąca - październik 1998, luty 1999
  - Trzecie miejsce w klasyfikacji strzelców w sezonie zasadniczym: 24 gole
  - Pierwsze miejsce w klasyfikacji asystentów w sezonie zasadniczym: 57 asyst
  - Trofeum Veli-Pekka Ketola - pierwsze miejsce w klasyfikacji kanadyjskiej w sezonie zasadniczym: 81 punktów
  - Trofeum Lasse Oksanena - najlepszy zawodnik w sezonie zasadniczym
  - Pierwsze miejsce w klasyfikacji strzelców w fazie play-off: 8 goli
  - Pierwsze miejsce w klasyfikacji kanadyjskiej w fazie play-off: 14 punktów
  - Skład gwiazd
- SM-liiga 1999/2000:
  - Pierwsze miejsce w klasyfikacji strzelców goli w przewadze: 14 goli
  - Drugie miejsce w klasyfikacji strzelców w sezonie zasadniczym: 38 goli
  - Szóste miejsce w klasyfikacji asystentów w sezonie zasadniczym: 34 asysty
  - Drugie miejsce w klasyfikacji kanadyjskiej w sezonie zasadniczym: 72 punkty
- SM-liiga 2001/2002:
  - Pierwsze miejsce w klasyfikacji asystentów w sezonie zasadniczym: 43 asysty
  - Czwarte miejsce w klasyfikacji kanadyjskiej w sezonie zasadniczym: 58 punktów
- SM-liiga 2002/2003:
  - Najlepszy zawodnik miesiąca - listopad 2002
  - Trzecie miejsce w klasyfikacji strzelców w sezonie zasadniczym: 22 gole
  - Trzecie miejsce w klasyfikacji asystentów w sezonie zasadniczym: 33 asysty
  - Drugie miejsce w klasyfikacji kanadyjskiej w sezonie zasadniczym: 55 punktów